# 小行星9298
小行星9298（9298 Geake）是一颗绕太阳运转的小行星，为主小行星带小行星。该小行星于1985年5月15日发现。

## 轨道参数
小行星9298的轨道半长轴为2.5710359 UA，离心率为0.3。